# Beate Naroska
Beate Naroska (* 1943; † 17. Februar 2008) war eine deutsche Experimentalphysikerin im Bereich der Teilchenphysik.

## Leben und Wirken
Beate Naroska studierte Physik in Göttingen und Hamburg, wo sie ihr Diplom abschloss. Ihre Doktorarbeit machte sie ebenfalls in Hamburg in der Gruppe von Martin Teucher zum Thema Photoerzeugung von Protonen und Atomkernen, mit experimentellen Arbeiten an Blasenkammern beim DESY.
Von 1971 bis 1978 war sie in Carlo Rubbias Gruppe am CERN tätig. Der Schwerpunkt ihrer Arbeit dort lag im Bereich der Proton-Proton-Streuung und der Entwicklung von Drahtkammern. 1978 kehrte sie zu DESY zurück und arbeitete dort an dem Experiment mit dem Teilchendetektor JADE am Speicherring PETRA. Ihre instrumentellen Entwicklungen dort ermöglichten ihr Präzisionsmessungen zur Asymmetrie der Myonen-Paarbildung, die Abschätzungen über die Masse des damals noch nicht direkt gemessenen Z-Bosons zuließen. Mit dem Erreichen höherer Energien bis 50 GeV bei PETRA Mitte der 1980er Jahre wurden in der Folge die Messungen auf die Produktion von τ-Leptonen und b-Quarks erweitert, gestatteten weitgehende Bestätigungen der elektroschwachen Theorie und lieferten deutliche Hinweise auf die Existenz des Top-Quarkss.
Nach ihrer Habilitation zum Thema Leptonenphysik bei PETRA wurde Beate Naroska 1989 Professorin am II. Institut für Experimentalphysik der Universität Hamburg. Sie arbeitete weiterhin bei DESY und gehörte zu den leitenden Wissenschaftlern des H1-Experiments am Speicherring HERA. Im Jahr 2000 verbrachte sie einen Forschungsaufenthalt am HARP-Experiment des CERN, wo sie zu Präzisionsmessungen von Wirkungsquerschnitten zur Teilchenbildung im Kontext von Neutrino-Strahlen beitrug.

## Ehrungen
Der Exzellenzcluster Quantum Universe der Universität Hamburg benannte eine 2020 erstmals vergebene Kombination einer Junior- und einer Senior-Gastprofessur für Frauen nach Beate Naroska. Die Beate-Naroska-Gastprofessuren richten sich an Wissenschaftlerinnen auf den Gebieten Physik des Higgs-Bosons, der Dunklen Materie, Gravitationswellen und Quantentheorie.

## Publikationen
Die Literatur- und Zitationsdatenbank Web of Science weist Beate Naroska als Autorin oder Mitautorin von über 280 wissenschaftlichen Fachartikeln mit einem h-Index von 68 aus. In der Literaturdatenbank INSPIRE-HEP sind 335 Beiträge von ihr verzeichnet.

### Fachartikel (Auswahl)
1. ↑  
W. Bartel et al.: Experimental studies on multijet production in e+e− annihilation at PETRA energies. In: Zeitschrift für Physik C: Particles and Fields. Band 33, Nr. 1, März 1986, S. 23–31, doi:10.1007/BF01410449.
2. ↑  
B. Naroska: e+e− physics with the JADE detector at PETRA. In: Physics Reports. Band 148, Nr. 2-3, April 1987, S. 67–215, doi:10.1016/0370-1573(87)90031-7.
3. ↑  
C. Adloff et al.: Inclusive measurement of diffractive deep-inelastic ep scattering. In: Zeitschrift für Physik C: Particles and Fields. Band 76, Nr. 4, 1. Dezember 1997, S. 613–629, doi:10.1007/s002880050584.